# Ratpenat de ferradura de Borneo
El ratpenat de ferradura de Borneo (Rhinolophus borneensis) és una espècie de ratpenat de la família dels rinolòfids. Viu a Cambodia, Indonèsia, Laos, Malàisia i el Vietnam. El seu hàbitat natural és el bosc primari i secundari. No hi ha cap amenaça significativa per a la supervivència d'aquesta espècie, tot i que està afectada per la pertorbació del seu hàbitat.